# Manny & Lo
Manny & Lo (bra Meninas de Ninguém) é um filme estadunidense de 1996, do gênero comédia dramática, dirigido por Lisa Krueger e estrelado por Scarlett Johansson, Aleksa Palladino e Mary Kay Place.